# Lithocarpus menadoensis
Lithocarpus menadoensis är en bokväxtart som först beskrevs av Sijfert Hendrik Koorders, och fick sitt nu gällande namn av Engkik Soepadmo. Lithocarpus menadoensis ingår i släktet Lithocarpus och familjen bokväxter.
Artens utbredningsområde är Sulawesi. Inga underarter finns listade.